# يوجين هارت
يوجين هارت (بالإنجليزية: Eugene Hart)‏ (16 يونيو 1951 - ) هو ملاكم أمريكي، صنّف ضمن فئة الوزن المتوسط.

## روابط خارجية
- يوجين هارت على موقع بوكس ريك (الإنجليزية) (registration required)